# 石川宗孝
石川 宗孝（いしかわ むねたか、1948年9月24日 - ）は、日本の土木工学・環境工学者。大阪工業大学名誉教授・環境会初代会長、元環境ソリューションセンター (ESC) 長。工学博士（京都大学）。元環境技術研究協会理事。元日本水環境学会関西支部理事。元土木学会環境工学委員。日本バイオ炭普及会幹事。大阪工業大学大学発ベンチャーのエコソリューションネット初代代表取締役。
専門は、環境工学・衛生工学（特に浄化槽技術・環境微生物）、廃棄物・リサイクル工学（循環型社会システム含む）。

## 経歴
山口県出身。1971年大阪工業大学工学部土木工学科卒業。1975年京都大学大学院工学研究科衛生工学専攻修士課程修了。山口大学工学部助手、1986年京都大学工学部助手（工学博士号を取得）などを経て、1993年大阪工業大学工学部土木工学科助教授。1999年同学科教授。2002年同学部都市デザイン工学科教授。2004年環境ソリューションセンター (ESC) 長。2006年同学部環境工学科教授。大阪工業大学工学部教授（土木工学科・環境工学科）として長きに渡り教鞭を執った。2018年大阪工業大学名誉教授。大阪工業大学環境会初代会長も歴任。
主な所属学会は、土木学会、環境技術研究協会、日本水環境学会、日本水処理生物学会、下水道協会、廃棄物学会。
主な受賞は、日本水環境学会設立45周年記念功労賞2016、関西水環境賞2018。

## 主な著書
- 環境微生物工学研究法（共著、技法堂出版1993、学術書）
- 浄化槽の基礎知識（共著、日本環境整備教育センター1996、学術書）
- 環境毒性削減-評価と制御（共著、環境技術研究協会1996、学術書）

## 主な研究
- 環境負荷低減型水・廃棄物制御システムの開発
- 水熱反応を利用する余剰汚泥ゼロエミッション型生物処理法
- 超音波を用いた余剰汚泥削減化システムに関する研究
- 湖沼や池の浄化手法について
- 淀川下流部・城北ワンド群とその水質動態[15]
- 生物浄化処理施設の運転技術の向上と簡易化
- アオコ発生予測の簡易化の研究
- 産業廃棄物のリサイクル化に関わるLCA解析